# Chemokine

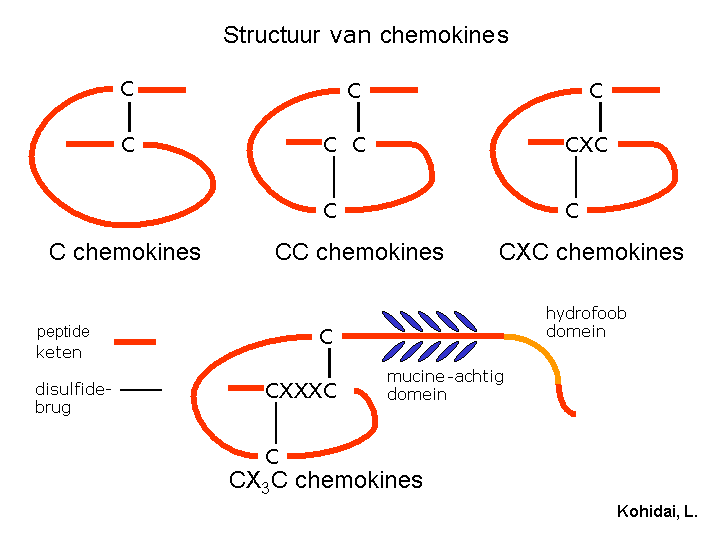
Chemokines

Chemokinen zijn een familie van structureel verwante cytokinen. De naam is een samentrekking van "chemotactische cytokines". Zij worden vooral door mestcellen geproduceerd en losgelaten om leukocyten aan te trekken.
Vroeger was deze groep bekend onder de namen "SIS-familie", "SIG-familie", "SCY-familie", "Platelet factor-4 superfamilie" of "Intercrines".

## Structuur
Chemokinen zijn kleine gesecerneerde proteïnen van meestal 60 tot 80 aminozuren lang die de geconserveerde cysteïne-residu's bevatten. Tussen de cysteïnes 1 en 3 enerzijds en 2 en 4 anderzijds kunnen disulfidebruggen gevormd worden, wat essentieel is voor de teriaire structuur van de moleculen. Hun relatieve moleculaire massa varieert van 7000 tot 14000.
Chemokine binden op een transmembranaire, G-proteïne gekoppelde chemokinereceptoren.

## Functie
Chemokinen induceren een gerichte migratie van leukocyten (witte bloedcellen) naar plaatsen van ontsteking in het lichaam, en spelen daardoor dus een cruciale rol in het immuunsysteem. Daarnaast spelen sommige chemokinen ook een rol in lichaamsprocessen zoals hematopoiese, angiogenese, tumorontwikkeling en productie van reactieve zuurstofradicalen.

## Indeling
De reeds meer dan 40 geïdentificeerde menselijke chemokinen kunnen worden onderverdeeld in 4 groepen.
- Bij de CXC chemokinen worden de 2 eerste cysteïnes gescheiden door een ander aminozuur. Deze groep zal voornamelijk polymorfonucleaire cellen aantrekken en activeren. Er werden inmiddels 7 verschillende G-proteïne gekoppelde receptoren voor CXC chemokinen geïdentificeerd (CXCR1 tot CXCR7).
- Een tweede groep chemokinen zijn de CC chemokinen, waarbij de 2 eerste cysteïnes aangrenzend zijn. Ze trekken monocyten, lymfocyten, basofiele en eosinofiele granulocyten, naturalkillercellen en/of dendritische cellen aan.
- Lymfotactine is tot dusver het enige C chemokine dat slechts 2 cysteïnes en 1 zwavelbrug heeft, en T cellen en naturalkillercellen aantrekt.
- Ten slotte zijn er de CX3C-chemokinen die inwerken op T cellen en monocyten en waarvan fractalkine het enige bestaande humane voorbeeld is.

## Genetische organisatie
De meerderheid van de menselijke genclusters van CC en CXC chemokinen is, respectievelijk, geïdentificeerd op chromosoom 17q11.2 en 4q12-21. Chemokinen met een gelijkaardig receptorgebruik blijken de neiging te hebben om een subcluster binnen de cluster te vormen.